# Reprezentacja Trynidadu i Tobago w piłce wodnej mężczyzn
Reprezentacja Trynidadu i Tobago w piłce wodnej mężczyzn – zespół, biorący udział w imieniu Trynidadu i Tobago w meczach i sportowych imprezach międzynarodowych w piłce wodnej, powoływany przez selekcjonera, w którym mogą występować wyłącznie zawodnicy posiadający obywatelstwo Trynidadu i Tobago. Za jej funkcjonowanie odpowiedzialny jest Związek Pływacki Trynidadu i Tobago (ASATT), który jest członkiem Międzynarodowej Federacji Pływackiej.

## Historia
Reprezentacja Trynidadu i Tobago rozegrała swój pierwszy oficjalny mecz po zakończeniu II wojny światowej.

## Udział w turniejach międzynarodowych

### Igrzyska olimpijskie
Reprezentacja Trynidadu i Tobago żadnego razu nie występowała na Igrzyskach Olimpijskich.

### Mistrzostwa świata
Dotychczas reprezentacji Trynidadu i Tobago żadnego razu nie udało się awansować do finałów MŚ.

### Puchar świata
Trynidad i Tobago żadnego razu nie uczestniczyły w finałach Pucharu świata.

### Igrzyska panamerykańskie
Drużynie Trynidadu i Tobago żadnego razu nie udało się zakwalifikować na Igrzyska panamerykańskie.